# مینامی‌اوگونی
می‌نامی‌اوگونی (به لاتین: Minamioguni, Kumamoto) یک منطقهٔ مسکونی در ژاپن است که در استان کوماموتو واقع شده‌است. می‌نامی‌اوگونی  ۴٬۶۴۳ نفر جمعیت دارد.